# Сребрни Летач
Сребрни Летач (енгл. Silver Surfer), алијас Норин Рад (енгл. Norrin Radd) је суперхерој створен од стране издавачке куће Марвел комикс.
Сребрни Летач је имао свој деби на страницама стрипа суперхеројског тима Фантастична Четворка, креиран од стране сценаристе Стена Лија и уметника Џека Кирбија. Стрип у којем је Сребрни Летач имао свој деби (Fantastic Four #48) објављен је у марту 1966. године у јеку Сребрног доба стрипа. Овај стрип био је први део троделне приче коју су фанови и стрипски историчари касније прозвали "Галактус Трилогија".
У својој дебитној причи, Сребрни Летач је имао улогу гласника Галактуса, енормног бића невероватне космичке моћи које прождире планете, који је дошао на Земљу да упозори човечанство на Галактусов долазак. На крају Галактус Трилогије, Сребрни Летач се буни против Галактуса, и Галактус га кажњава тако што га вечно прогони на планету Земљу.
Сребрни Летач се појавио у филму Фантастична Четворка: Успон Сребрног Летача из 2007. године, где му је глас позајмио амерички глумац Лоренс Фишберн.
На српском језику, Сребрни Летач се појављује у стрипу Долазак Галактуса, Сребрни Летач књига прва и књига друга, у трилогији Анихилација, и књигама о Рукавици Бескраја издавача Чаробна Књига, и у књигама Сребрни Летач број један и Сребрни Летач број два, издавача Дарквуд.

## Историја

### Карактеризација
Сребрни Летач је креиран од стране сценаристе Стена Лија и уметника Џека Кирбија на страницама стрипа Фантастична Четворка на којем су Ли и Кирби радили заједно користећи такозвану "Марвелову методу". Марвелова метода је изгледала овако: Ли и Кирби би се састали и дискутовали о идејама за стрип, Кирби би затим испланирао положај панела и нацртао стрип, да би на крају Ли додао линије дијалога  и исписао заглавља. Када су Ли и Кирби почели рад на четрдесет и осмом броју Фантастичне Четворке, план је био да главни непријатељ у причи буде Галактус. Али када је Кирби предао панеле Лију, у причу је додао Сребрног Летача као гласника Галактусу. Кирби је сматрао да би биће невероватне космичке моћи морало да има гласника, а нацртао је Сребрног Летача на дасци за сурфовање, зато што му је досадило да црта свемирске бродове. Лију се допала идеја космичког гласника, па је Летач убачен у причу и његова улога у причи је проширена.

### Сребрно доба стрипа (1966 - 1981)
Сребрни Летач је био хит са фановима Фантастичне Четворке, па се карактер повремено појављивао у том серијалу, да би затим добио свој соло серијал као бек-ап прича у петом годишњаку серијала Фантастична Четворка.
Летач је 1968. године, коначно добио свој соло магазин написан од стране Стен Лија и илустрован од стране Џона Бјусеме. Овај серијал је трајао осамнаест бројева (од августа 1968. године до септембра 1970. године), од којих су првих седам били "гиганти" од седамдесет и две странице, за разлику од класичних стрипова из тог времена који су се простирали на свега 36 страница. Тематски, соло серијал Сребрног Летача се тицао његовог прогона на Земљу, и посматрања људског неморала и насиља од стране поноситог и пожртвованог хероја. Овај серијал је отказан после осамнаестог броја, али је упамћен као Лијево најемоционалније дело.
Након што је соло серијал отказан, Сребрни Летач се појављивао искључиво као гост карактер (или понекад антагонист) у серијалима као што су Тор, и Фантастична Четворка. Ли и Кирби су се удружили и 1978. године написали графичку новелу у којој је Сребрни Летач био главни лик.

### Бронзано доба стрипа (1982 - 2002)
Почетком осамдесетих година прошлог века, писац-уметник Џон Бирн (уз сценарио Стен Лија) направио је "one-shot" причу (причу која се простире само на једну епизоду стрип-магазина и независна је од континуитета других прича) чији је главни лик био Сребрни Летач, након чега је започет други соло серијал карактера.
Писац овог другог соло серијала био је Стив Енгелхарт. Оригинално овај соло серијал би био смештен на планети Земљи, али су Марвелови уредници одлучили да Енгелхарт допусти Летачу да напусти планету Земљу и истражује свемир. Енгелхарт је радио на овом серијалу до тридесет и првог броја, када је напустио серијал због несугласица са уредницима серијала око коришћења карактера као што су Мантис и Танос. Енгелхарта је заменио Џим Старлин који је у серијал увео карактере као што су Дракс, Танос и Адам Ворлок.
Старлинов Сребрни Летач је хваљен од стране критичара и фанова, делимично због инкорпорације Летача у Старлинове епске кросовер догађаје, "Рат Бескраја" и  "Рукавица Бескраја". Због велике потражње током деведесетих, Марвел је произвео видео игру и карташку игру базирану на Сребрном Летачу, као и анимирану серију. Други соло серијал Сребрног Летача је трајао до 1998. године, када је отказан после 146 бројева. Следеће године, минисеријал о Сребрном Летачу је објављен од стране писца Мајкла Јана Фридмена и уметника Сала Велута.
Дводелни мини-серијал Сребрни Летач: Парабола, објављен је у периоду између децембра 1988. године и јануара 1989. године од стране сценаристе Стен Лија и француског уметника Мебијуса. Овај мини-серијал освојио је Ајзнерову награду за најбољи мини-серијал 1989. године.

### Модерно доба стрипа (2003 - )
Следећи соло серијал Сребрног Летача је започет 2003. године од стране сценаристе Џоа Кесаде. Овај соло серијал је отказан након 14 бројева. Четири године касније, Сребрни Летач је добио свој деби на великом екрану у филму Фантастична Четворка: Успон Сребрног Летача. Писац Џеј Мајкл Стразински и уметник Есад Рибић су започели рад на четвороделном мини-серијалу Сребрни Летач: Реквијем, који је текао упоредо са појављивањем Летача у филму. Након тога Сребрни Летач је добио још један мини-серијал, а затим се појавио у "кросоверу" Светски рат Хулк где се сукобио са Невероватним Хулком.
Шести соло серијал Сребрног Летача написан од стране Грега Пека, изашао је 2011. године. Био је сачињен од 5 бројева. Сребрни Летач је био члан догађаја Анихилација, Исконски страх и Танос Императива између 2010. и 2011. године.
2019. године, Сребрни Летач: Црна, петоделни мини-серијал је почео да излази, написан од стране Донија Кејтса и нацртан од стране уметника Треда Мура. Овај серијал прати Сребрног Летача након што је прошао кроз црну рупу и пронашао се у непознатом космосу.

## Фикционална историја карактера
Сребрни Летач је првобитно био млади астроном по имену Норин Рад са утопијске планете Зен-Ла који је склопио пакт са космичким бићем Галактусом, заклевши се да ће му постати гласник, ако му Галактус поштеди планету и његову љубав Шалу-Бал и остави их заувек на миру. Галактус је прихватио Норинову понуду и озрачио га је малим делом своје космичке моћи, тиме га претворивши у Сребрног Летача. Ова трансформација је променила Норинов физички изглед и креирала му је летелицу у облику даске за сурфовање којом може путовати брже од светлости.
Са новостеченом моћи, Рад почиње да лута космосом у потрази са планетама које Галактус може прождерати.
Када га његов пут коначно доведе до планете Земље, Летач се сукобљава са Фантастичном Четворком, тимом суперхероја који му помаже да поново открије узвишеност свог духа. Он издаје Галактуса како би спасио Земљу, у чему и успева, али га Галактус кажњава тако што га оставља заробљеним на Земљи у изгнанству.

## Моћи и способности Сребрног Летача
Сребрни Летач поседује космичку моћ коју му је подарио Галактус, и која му повећава снагу, издржљивост и брзину. Космичка моћ дозвољава Летачу да манипулише енергијом простора и времена, као и да се креће хипербрзином кроз галаксије. Сребрни Летач нема потребу за храном, водом или спавањем и може преживети у свим пределима, укључујући дубоки свемир и црне рупе. Такође, Летач има способност путовања кроз време, као и способност маскирања своје сребрне коже, претварајући се назад у Норина Рада. Космичка моћ Сребрног Летача му дозвољава да креира заштитна поља, црне рупе и експлозије јачине супернова. Летач има способност лечења рана, али не поседује способност враћања из мртвих.
Даска којом влада Летач му омогућава да путује кроз свемир брзином светлости, креће се независно од Летача и сачињена је од неуништивог материјала који може издржати ударце Торовог чекића Мјолнира и Наморовог трозубца.

## Непријатељи
Листа најбитнијих суперзликоваца који су се током година супротставили Сребрном Летачу:
- Анихилус - Владар Негативне зоне, који је покушао да са својом армијом буболиких чудовишта, освоји Марвелов универзум током догађаја Анихилација.[26]
- Високи Еволуционар - Генетичар заслужан за креирање Нових људи. Креирао је Контра-Земљу користећи драгуље бескраја.[27]
- Галактус - Скоро омнипотентни прождирач планета. Биће које је подарило моћи Сребрном Летачу и које га је прогнало на Земљу.[28]
- Его, жива планета - Интелигентна, жива планета, која прождире све што јој се пронађе на путу. Понекад саборац Сребрног Летача, али чешће његов непријатељ.[29]
- Мефисто - Моћни, мултидимензионални демон Марвеловог универзума који жели да влада универзумом као што влада Паклом.[30]
- Ронан, тужилац - Ратник ванземаљске расе Кри, судио је више пута Сребрном Летачу; смртни непријатељ Скрулова.[31]
- Сакупљач - Прастари ванземаљац који садржи највећу колекцију предмета у универзуму. Чувар једног од драгуља бескраја.[31]
- Супер-Скрул - Ратник ванземаљске расе Скрул, више пута се сукобио са Сребрним Летачем, иако је чешће приказан као непријатељ Фантастичне Четворке.[32]
- Танос - Луди титан који се супротставио Сребрном Летачу када је креирао своју Рукавицу Бескраја којом је желео да убије половину свих живих бића у универзуму.[33]
- Црни Летач - Биће креирано када је душа Сребрног Летача била заробљена у тело креирано од црне материје.[34]
- Црно Срце - Мефистов син, демон који ће заменити свог оца када завладају универзумом.[35]